# Важкий початок
«Важкий початок» — радянський художній фільм 1981 року, знятий режисером Тенгізом Магалашвілі на кіностудії «Грузія-фільм».

## Сюжет
Молодого учителя Бакара призначено директором школи-інтернату. Непросто йому порозумітися з хлопцями.

## У ролях
- Іраклій Хізанішвілі — Бакар (дублював Рудольф Панков)
- Нані Чіквінідзе — Натія (дублювала Лариса Даниліна)
- Едішер Магалашвілі — Варлам (дублював Фелікс Яворський)
- Георгій Туркіашвілі — Гіоргі (дублював Олексій Сафонов)
- Михайло Кіпіані — Бено (дублював Костянтин Тиртов)
- Лері Гапріндашвілі — Гізо (дублював Руслан Ахметов)
- Теа Габунія — Кето (дублювала Ельза Леждей)
- Григорій Цитайшвілі — Габо (дублював Вадим Захарченко)
- Абрек Пхаладзе — Михайло (дублював Валентин Брилєєв)
- Георгій Хобуа — Каха (дублював Олександр Рижков)
- Ія Парулава — Тіко (дублювала Тетяна Решетникова)
- Дато Іаманідзе — Кока
- Анна Ніжарадзе — Анна (дублювала Д. Насєдкіна)
- Леван Габріадзе — Бакар в дитинстві (дублював Володя Корнєєв)
- Арчіл Мачабелі — рудий хлопчик (дублював Вітя Анісімов)
- Дато Амаглобелі — епізод
- Н. Амірасланов — епізод
- Нана Андронікашвілі — епізод
- Н. Берелашвілі — епізод
- Т. Бліадзе — епізод
- Гуранда Габунія — епізод
- Ніно Думбадзе — епізод
- Ірина Іаманідзе — епізод
- І. Імедашвілі — епізод
- Гіоргі Каріаулі — епізод
- Спартак Кікнадзе — епізод
- Тамар Кордзаїя — епізод
- Нодар Маргвелашвілі — епізод
- Саломе Мачаїдзе — епізод
- Каха Местврішвілі — епізод
- Важа Нодія — епізод
- М. Піпія — епізод
- М. Расулов — епізод
- Отар Сетурідзе — епізод
- Дареджан Харшиладзе — епізод
- Гурам Пірцхалава — епізод
- Андро Хідашелі — епізод
- Тамара Джохадзе — епізод
- Г. Гатендашвілі — епізод
- Б. Іскандеров — епізод
- О. Каралашвілі — епізод

## Знімальна група
- Режисер — Тенгіз Магалашвілі
- Сценаристи — Ерлом Ахвледіані, Тенгіз Магалашвілі
- Оператор — Ніколос Сухішвілі
- Композитор — Йосип Кечекмадзе
- Художники — Гіві Гігаурі, Зураб Медзмаріашвілі